# Amerikaanse Senaatscommissie voor Buitenlandse Zaken

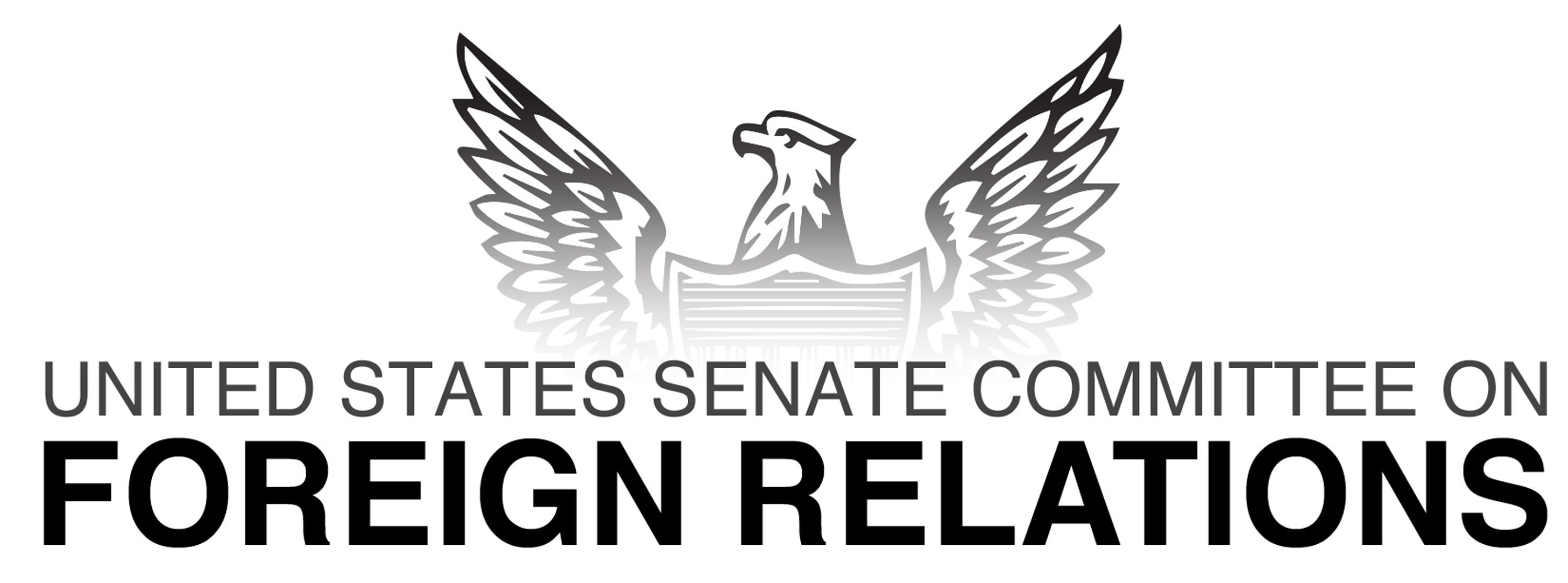
Logo

De  Amerikaanse Senaatscommissie voor Buitenlandse Zaken is een commissie van de Amerikaanse Senaat. Het is belast met buitenlandse politiek en debatten in de Senaat. De Senaatscommissie voor Buitenlandse Zaken is een van de oudste commissies in de Senaat. De vergelijkbare commissie in het Huis van Afgevaardigden is de commissie voor Buitenlandse relaties (werd tijdens het 110de Amerikaans Congres veranderd in Internationale relaties)

## Leden tijdens het 117e Amerikaans Congres
Tijdens het 117e Amerikaans Congres wordt de commissie voorgezeten door de Democraat Bob Corker. De vicevoorzitter is de Republikein Jim Risch.
| Meerderheid | Minderheid |
| --- | --- |
| - Bob Menendez, New Jersey, Chairman - Ben Cardin, Maryland - Jeanne Shaheen, New Hampshire - Chris Coons, Delaware - Chris Murphy, Connecticut - Tim Kaine, Virginia - Ed Markey, Massachusetts - Jeff Merkley, Oregon - Cory Booker, New Jersey - Brian Schatz, Hawaï - Chris Van Hollen, Maryland | - Jim Risch, Idaho, Ranking Member - Marco Rubio, Florida - Ron Johnson, Wisconsin - Mitt Romney, Utah - Rob Portman, Ohio - Rand Paul, Kentucky - Todd Young, Indiana - Ted Cruz, Texas - John Barrasso, Wyoming - Mike Rounds, South Dakota - Bill Hagerty, Tennessee |

## Subcommissies
| Subcommissie | Voorzitter              | Vicevoorzitter      |
| --- | ----------------------- | ------------------- |
| Subcommissie voor het Midden-Oosten, Zuid-Azië, Centraal-Azië en terrorismebestrijding                                                          | Jim Risch (R-ID)        | Chris Murphy (D-CT) |
| Subcommissie voor het westelijk halfrond, transnationale misdaad, civiele veiligheid, democratie, mensenrechten en wereldwijde vrouwenrechten   | Tim Kaine (D-VA)        | Marco Rubio (R-FL)  |
| Subcommissie voor Europa | Jeanne Shaheen (D-NH)   | Ron Johnson (R-WI)  |
| Subcommissie voor Afrika en wereldgezondheid | Chris Van Hollen (D-MD) | Mike Rounds (R-SD)  |
| Subcommissie voor multilaterale internationale ontwikkeling, multilaterale instituties en internationaal economisch en energie- en milieubeleid | Chris Coons (D-DE)      | Rob Portman (R-OH)  |
| Subcommissie voor Oost-Azië, de Grote Oceaan en internationale cybersecurity                                                                    | Ed Markey (D-MA)        | Mitt Romney (R-UT)  |
| Subcommissie voor internationale operaties en bilaterale buitenlandse hulp                                                                      | Ben Cardin (D-MD)       | Bill Hagerty (R-TN) |

## Voorzitters van de Commissie (1816-heden)
- James Barbour 1816–1818
- Nathaniel Macon 1818–1819
- James Brown 1819–1820
- James Barbour 1820–1821
- Rufus King 1821–1822
- James Barbour 1822–1825
- Nathaniel Macon 1825–1826
- Nathan Sanford 1826–1827
- Nathaniel Macon 1827–1828
- Littleton W. Tazewell 1828–1832
- John Forsyth 1832–1833
- William Wilkins 1833–1834
- Henry Clay 1834–1836
- James Buchanan1836–1841
- William C. Rives 1841–1842
- William S. Archer (W-Va.) 1842–1845
- William Allen 1845–1846
- Ambrose H. Sevier 1846–1848
- Edward A. Hannegan 1848–1849
- Thomas Hart Benton 1849
- William R. King 1849–1850
- Henry S. Foote 1850–1851
- James M. Mason 1851–1861
- Charles Sumner 1861–1871
- Simon Cameron 1871–1877
- Hannibal Hamlin 1877–1879
- William W. Eaton 1879–1881
- Ambrose Burnside 1881
- George F. Edmunds 1881
- William Windom 1881–1883
- John Franklin Miller 1883–1886
- John Sherman 1886–1893
- John T. Morgan (D-Ala.) 1893–1895
- John Sherman 1895–1897
- William P. Frye 1897
- Cushman Davis 1897–1901
- Shelby M. Cullom 1901–1911
- Augustus O. Bacon 1913–1914
- William J. Stone 1914–1918
- Gilbert M. Hitchcock 1918–1919
- Henry Cabot Lodge 1919–1924
- William Edgar Borah 1924–1933
- Key Pittman 1933–1940
- Walter F. George 1940–1941
- Tom Connally 1941–1947
- Arthur Vandenberg 1947–1949
- Tom Connally 1949–1953
- Alexander Wiley 1953–1955
- Walter F. George 1955–1957
- Theodore F. Green 1957–1959
- J. William Fulbright 1959–1975
- John Sparkman 1975–1979
- Frank Church 1979–1981
- Charles H. Percy 1981–1985
- Richard Lugar 1985–1987
- Claiborne Pell 1987–1995
- Jesse Helms 1995–2001
- Joe Biden 2001
- Jesse Helms 2001
- Joe Biden 2001–2003
- Richard Lugar 2003–2007
- Joe Biden 2007–2009
- John Kerry 2009–2013
- Bob Menendez 2013–2015
- Bob Corker 2015–2019
- Jim Risch 2019–2021
- Bob Menendez 2021–heden